# Dead Rising 3
Dead Rising 3 je akční adventura z roku 2013, kterou vyvinula společnost Capcom Vancouver a vydala společnost Microsoft Studios. Hra byla vydána 22. listopadu 2013 jako exkluzivní titul pro konzoli Xbox One. Port pro Microsoft Windows vydaný společností Capcom byl vydán 5. září 2014.

## Příběh
Příběh sleduje mechanika Nicka Ramose, který se snaží přežít masivní zombie apokalypsu ve fiktivním městě Los Perdidos v Kalifornii. Město je uzavřeno armádou kvůli epidemii a Nick se musí dostat ven, než bude město zničeno.

## Vývoj
Vývoj hry Dead Rising 3 primárně probíhal ve studiích Capcom Vancouver, s důležitou podporou od Capcomu v Japonsku.

### Hudba
Na soundtracku se podíleli různí umělci včetně: Celldweller, Oleksa Lozowchuk, Sascha Dikiciyan, Traz Damji, Brian Reitzell, Dave Genn, Ashtar Command, GIBS, Andrew Kalmbach, Jeremy Soule a Julian Soule.

## Vydání a ohlasy
Hra byla vydána 22. listopadu 2013 jako exkluzivní titul pro konzoli Xbox One. Port pro Microsoft Windows vydaný společností Capcom byl vydán 5. září 2014. Podle agregátoru recenzí Metacritic hra Dead Rising 3 získala obecně pozitivní recenze. K 30. červnu 2024 se celosvětově prodalo 3,60 milionu kopií verze pro Xbox One. Třetí pokračování bylo vydáno 6. prosince 2016.